# Polisportiva Aquila Montevarchi 1970-1971
Questa voce raccoglie le informazioni riguardanti la Polisportiva Aquila Montevarchi nelle competizioni ufficiali della stagione 1970-1971.

## Rosa
| N. |                   | Ruolo | Calciatore              |
| -- | ----------------- | ----- | ----------------------- |
|    | Italia (bandiera) | D     | Giorgio Bacchi          |
|    | Italia (bandiera) | C     | Piero Bencini           |
|    | Italia (bandiera) | D     | Rolando Bruni           |
|    | Italia (bandiera) | C     | Eros Cabella            |
|    | Italia (bandiera) | A     | Bruno Facincani         |
|    | Italia (bandiera) | C     | Antonio Lori            |
|    | Italia (bandiera) | A     | Massimiliano Lucchesini |
|    | Italia (bandiera) | C     | Diego Martinello        |
|    | Italia (bandiera) | P     | Alessandro Monaldi      |

| N. |                   | Ruolo | Calciatore          |
| -- | ----------------- | ----- | ------------------- |
|    | Italia (bandiera) | C     | Aldo Notari         |
|    | Italia (bandiera) | D     | Sandro Pelini       |
|    | Italia (bandiera) | C     | Armando Picciafuoco |
|    | Italia (bandiera) | C     | Paolo Pini          |
|    | Italia (bandiera) | A     | Domenico Romano     |
|    | Italia (bandiera) | A     | Mario Scarpa        |
|    | Italia (bandiera) | C     | Roberto Scotto      |
|    | Italia (bandiera) | C     | Alessandro Taddei   |
|    | Italia (bandiera) | A     | Andrea Zavagli      |